# Gruzdžiai
Gruzdžiai är en ort i Litauen. Den ligger i den norra delen av landet, 200 km nordväst om huvudstaden Vilnius. Gruzdžiai ligger 108 meter över havet och antalet invånare är 1 747.
Terrängen runt Gruzdžiai är mycket platt. Runt Gruzdžiai är det ganska glesbefolkat, med 30 invånare per kvadratkilometer. Närmaste större samhälle är Šiauliai, 18,9 km söder om Gruzdžiai. Trakten runt Gruzdžiai består till största delen av jordbruksmark.